# Saint-Aubin-sur-Mer (Seine-Maritime)
Saint-Aubin-sur-Mer é uma comuna francesa na região administrativa da Normandia, no departamento de Sena Marítimo. Estende-se por uma área de 6,24 km². Em 2010 a comuna tinha 170 habitantes (densidade: 27,2 hab./km²).